# أذر أباد
أذر أباد (بالفارسية: آذراباد) هي منطقة سكنية تقع في سيستان وبلوتشستان في إيران. يقدر عدد سكانها بـ 543 نسمة .